# Тре Кул
Тре Кул (англ. Tré Cool), настоящее имя — Фрэнк Эдвин Райт III (англ. Frank Edwin Wright III); род. 9 декабря 1972, Франкфурт-на-Майне, Гессен) — барабанщик американской панк-рок-группы Green Day. Он заменил прежнего барабанщика группы Джона Киффмэйера (Эла Собранта).

## Биография
Тре Кул — барабанщик группы Green Day. Он родился во Франкфурте (Германия), но переехал в США и вырос в сельском калифорнийском городе Виллитс, вместе с отцом и старшей сестрой Лори. Его отец управлял вертолетом во Вьетнамской войне. Самый близкий сосед Кула, Лоуренс Ливмор, был основателем звукозаписывающей компании Lookout!, а также играл в панк-рок-группе The Lookouts. В 12-летнем возрасте Ливмор пригласил Райта в The Lookouts и дал ему имя Тре Кул (в переводе с французского «très» — очень, Cool с английского крутой). После первого турне Green Day барабанщик Эл Собрант решил покинуть группу, чтобы поступить в колледж. Билли Джо Армстронг и Майк Дёрнт предложили вакантное место барабанщика в своей группе Тре Кулу.
Отец Кула поддерживал его. Как он позже скажет: «Я наблюдал за тем, как кучка детей стала настоящей музыкальной группой», добавляя «Их первые два тура были скорее вечеринками, чем бы то ни было ещё. Я до сих пор задаю себе вопрос: „Как, чёрт возьми, они это сделали?“. Они использовали мою гостиную для репетиций. Здесь создавались многие их песни. И когда ты их слышишь там, ты не ожидаешь, что люди будут покупать их. Но когда это все-таки происходит, ты говоришь: „Вау, это так круто!“».

## Музыкальный стиль
До присоединения к Green Day Тре использовал более сложный стиль игры: «Когда я только начинал, мне нужно было довольно много играть на барабанах. Мне потребовалось некоторое время, для того чтобы осознать это: „Играй песню, а не просто играй на инструменте“. Я стал думать над тем, как развить группу, чтобы она могла сделать скачок». После игры с басистом Green Day, Майком Дёрнтом, Тре Кул адаптировался к более ритмичному стилю группы.

## Личная жизнь
У Тре Кула есть дочь Рамона, которая родилась в январе 1995 года, женился же он двумя месяцами позже рождения дочери, на Лизе Лионс (мать Рамоны). Через некоторое время пара развелась, но сумела сохранить хорошие отношения до сих пор.
В 2000 году Тре снова женился на женщине по имени Клаудия, которая в 2001 году родила ему сына Франкито («маленький Франк»). Крестный отец Франкито — Билли Джо Армстронг.
В 2003 году Тре развелся с Клаудией.
11 октября 2014 года он женился на своей девушке Саре Роуз. Сейчас семья живёт в Окленде, Калифорния. 27 декабря 2018 года у них родился сын, Микки.

## Дополнительные факты
- Тре является представителем фирмы Zildjian и вместе с фирмой Zildjian выпустил новый тренировочный пэд для барабанщиков «Zildjian Tre Cool 6'»
- Так же Тре использует палочки фирмы Zildjian 5B.
- Тре также сотрудничает с «SJC», которая выпустила именную ударную установку и тренировочный пэд «Bang — Bang»
- На Хэллоуин в 2004 году нарядился в Бенджи Мэддена[4]
- Его отец был пилотом вертолета во время Вьетнамской войны[4].
- Является крестным отцом детей Билли Джо Армстронга[4]